# Tolnaftato
O tolnaftato, vendido sob várias marcas, é um medicamento usado para tratar infecções fúngicas, incluindo pé de atleta, micose e pitiríase versicolor. É aplicado na pele. O medicamento vem em forma de creme, pó, spray e solução.
Efeitos secundários comuns incluem irritação da pele. É um tiocarbamato.